# گمینا سومیانکا
گمینا سومیانکا (به لهستانی:  Gmina Somianka) یک گمینا در لهستان است که در شهرستان وشکوف واقع شده‌است. گمینا سومیانکا ۱۱۶٫۳۸ کیلومتر مربع مساحت و ۵٬۵۹۱ نفر جمعیت دارد.